# Kaple Zvěstování Panny Marie (Náchod-Plhov)
Kaple Zvěstování Panny Marie je římskokatolická kaple v náchodské místní části Plhov. Patří do farnosti Náchod. Je chráněna jako kulturní památka České republiky.

## Historie
Barokní kaple byla postavena v letech 1717 - 1718 na kopci zvaném Hrobek v nadmořské výšce 372 metrů (náchodské náměstí má nadmořskou výšku 337 metrů). Když v roce 1680 vypukl v Náchodě mor, byly zakázány pohřební průvody městem na hřbitov ve Starém Městě. Zemřelí z plhovských chalup byli sváženi povozem na kopec Hrobek. Povinnost postarat se o mrtvé měl majitel plhovského poplužního dvora Tomáš Průša z Ritteršperku, který nechal nad "záhony mrtvých" vztyčit dřevěný kříž a na něm umístil plechový obraz Panny Marie.
Kapli nechal postavit vlastním nákladem zámecký kapelník Mikuláš Josefů, rodem z České Skalice. Byl v ní umístěn plechový obraz a podle něj pak plhovský malíř Adolf Štěpán namaloval na plátno oltářní obraz. Kolem celého rámu byly vyřezávané dřevěné paprsky. Nahoře byl umístěn vyšší zlacený kříž, který se jako jediný zachoval. Původní plechový obraz je v kapli na pravé straně.
V roce 1722 byla vysázena lipová alej, která ohraničovala tehdejší hřbitov. Před kaplí byla postavena kamenná terasa, uprostřed níž byl vztyčen v roce 1728 nejprve dřevěný kříž, který byl roku 1862 nahrazen litinovým křížem darovaným lékárníkem Františkem Seidlem.
Na základě dekretu byla kaple roku 1786 zrušena a v následujícím roce prodána ve veřejné dražbě za 46 zlatých náchodskému purkmistrovi Matěji Dydákovi. Zvonek zakoupila obec Lipí, která jej vlastní dodnes. Jmění v hodnotě 900 zlatých - nový oltář, rozkládací kazatelna (k vynášení před kapli), měděná kropenka, dvě cínové lampy a osm svícnů, pár konviček, misál, dvě kasule a prádlo a obětiny (pamětní peníze, tři stříbrné sošky, zlacený reliéf sv. Aloise z mosazi a sedm okras) - bylo převedeno k děkanskému kostelu sv. Vavřince.
Po požáru stodol naproti kostelu sv. Michaela, v němž bylo tehdy skladiště střelného prachu, byla v roce 1815 zřízena z kaple prachárna.
V roce 1823 byla sepsána žádost o znovuotevření kaple, ale úřední jednání trvalo 11 let, takže kaple byla slavnostně vysvěcena až 17. srpna 1834 náchodským děkanem P. Kašparem Lukavským. Nový zvon byl pořízen v roce 1897, později byl ještě pořízen umíráček. Oba zvony byly zrekvírovány v roce 1942.
Roku 2022 byla v Náchodě zřízena filiálka Pravoslavné církevní obce v Trutnově (v jurisdikci Pražské eparchie Pravoslavné církve v českých zemích a na Slovensku) a kaple byla propůjčena pro pravoslavné bohoslužby. V interiéru byl instalován jednoduchý kovový ikonostas.

## Architektura

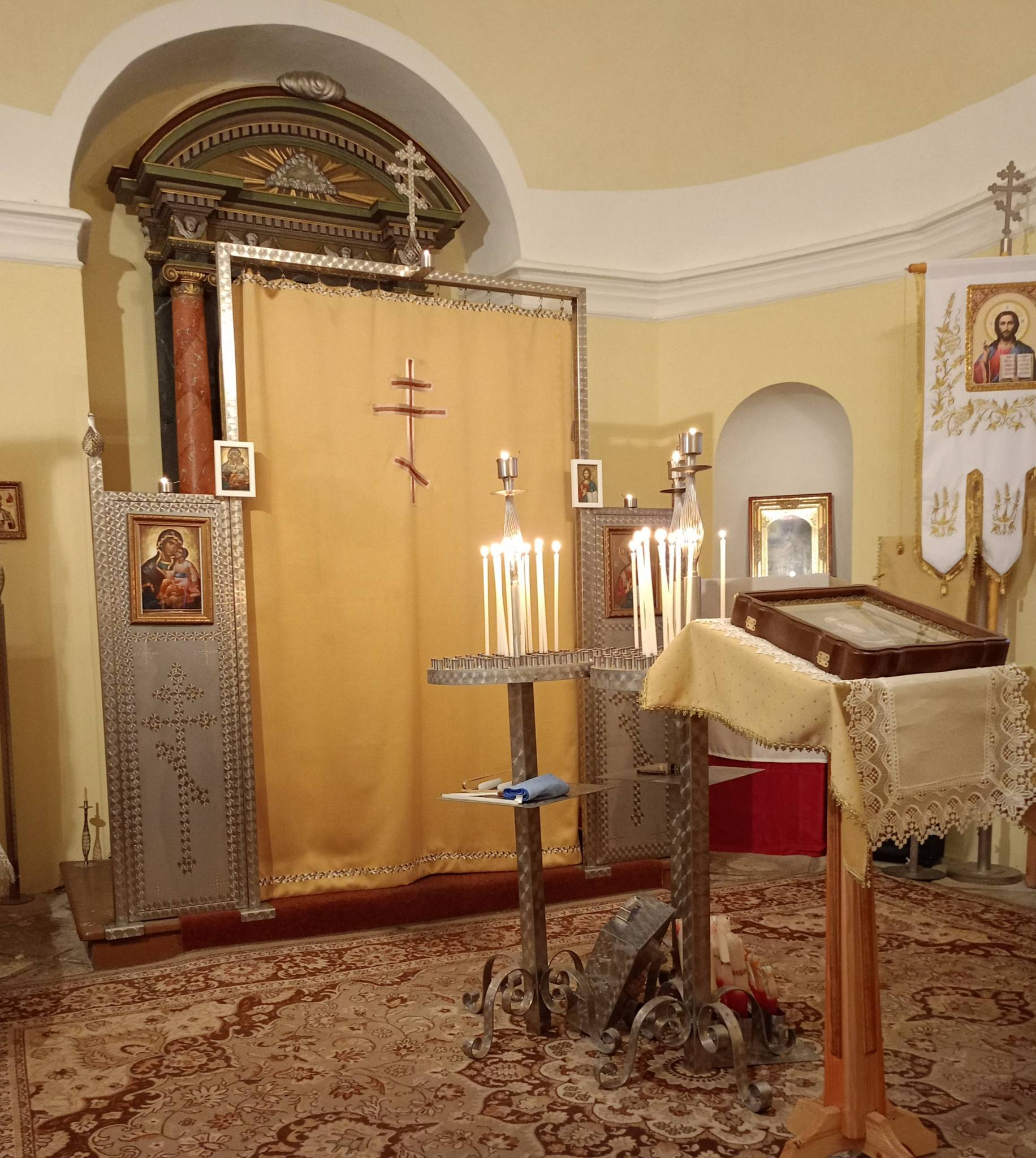
Interiér kaple.

Čtyřboká, obdélná, zděná, omítaná budova s vykrajovanýma nárožími. Na západní straně s jednoduchým barokním štítem a pravoúhlým vchodem v přízemí, který je orámován pískovcem a nad ním je výklenek se soškou P. Marie. Nad okapní římsou je ustouplý tabulový štít s obrazem korunování P. Marie. Na hřebenu střechy je osmistěnná věžička s dřevěnými sloupky, římsami, makovicí a špicí s koulí, která má vysekaný letopočet 1718. Korouhvička má podobu dračí hlavy s letopočtem 1716 a sluncovým motivem. Střecha je pokrytá břidlicovou valbou. Vstup je v západním průčelí v pravoúhlém pískovcovém portálku s ušima a dvojitou lištou po obvodě. Klasicistní vstupní dveře jsou dvoukřídlé, dřevěné, ve čtyřech šikmo skládaných výplních s autentickým kováním. Nad vstupem je půlkruhová nika se stylizovanou mušlí v konše a přímou profilovanou římsou. V nice nad vstupem je umístěsna socha sv. Josefa s Ježíškem v rukách z bílého pískovce v podživotní velikosti a nad ní je plechová segmentová stříška. Štít má segmentová konkávní křídla nahoře zakončená trojúhelným tympanonem. Všechny římsy mají po opravě zjednodušené profily. Na vrcholu štítu je novodobý křížek. Vnitřek je centrální, sklenutý kopulí a čtyřboký s vyplněnými kouty. Okna v bočních stěnách jsou polokruhová. Ve výplních koutů jsou výklenky se sochami evangelistů.

## Bohoslužby
Katolická pouť připadá na 5. neděli velikonoční. Nadto jsou v kapli několikrát měsíčně (pravidelně 4. neděli v měsíci a dále při vhodných příležitostech v některé všední dny) slaveny pravoslavné bohoslužby.